# Wilder Building
Wilder Building es un edificio de oficinas histórico ubicado en Rochester, en el estado de Nueva York (Estados Unidos). Es una estructura revestida de ladrillo con armazón de hierro o acero de once pisos construida entre 1887 y 1888 en un estilo románico modificado. Se considera el primer rascacielos moderno de Rochester y se considera uno de los más antiguos de los primeros rascacielos. Fue diseñado por los arquitectos de Rochester Warner & Brockett.
Fue incluido en el Registro Nacional de Lugares Históricos en 1985. 
El edificio Wilder originalmente contenía agujas en cada esquina de su techo, pero desde entonces se han eliminado.

## Conducto de correo
James Goold Cutler recibió la patente estadounidense 284.951 el 11 de septiembre de 1883 para la rampa de correo. El primero se instaló en 1884 en el Elwood Building. Luego, durante su construcción en 1887, Cutler instaló un conducto de correo perfeccionado en el edificio Wilder. Dado que el Elwood Building fue demolido en 1965, la rampa de correo del Wilder Building es actualmente la más antigua que se conserva.

## Galería

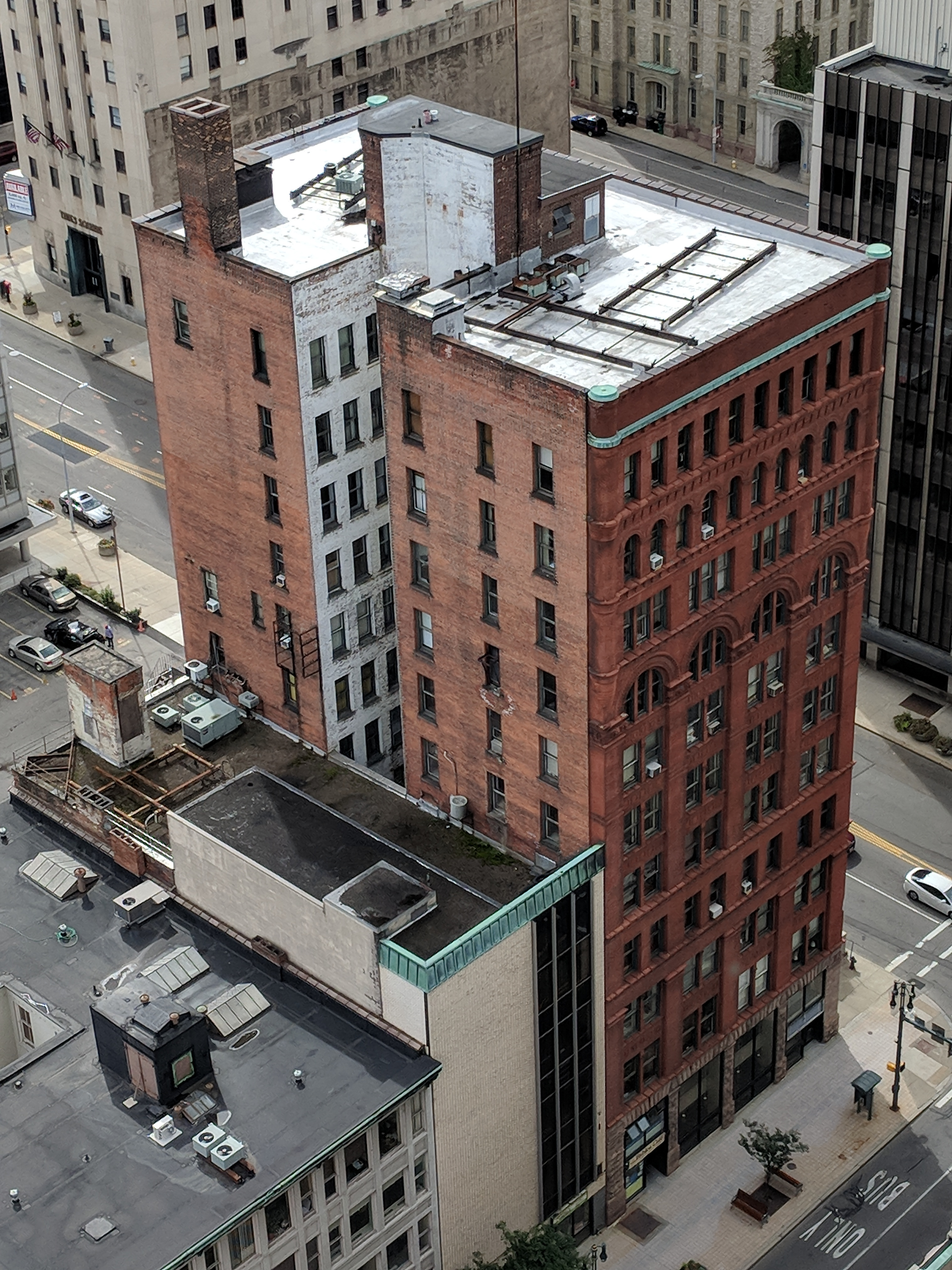
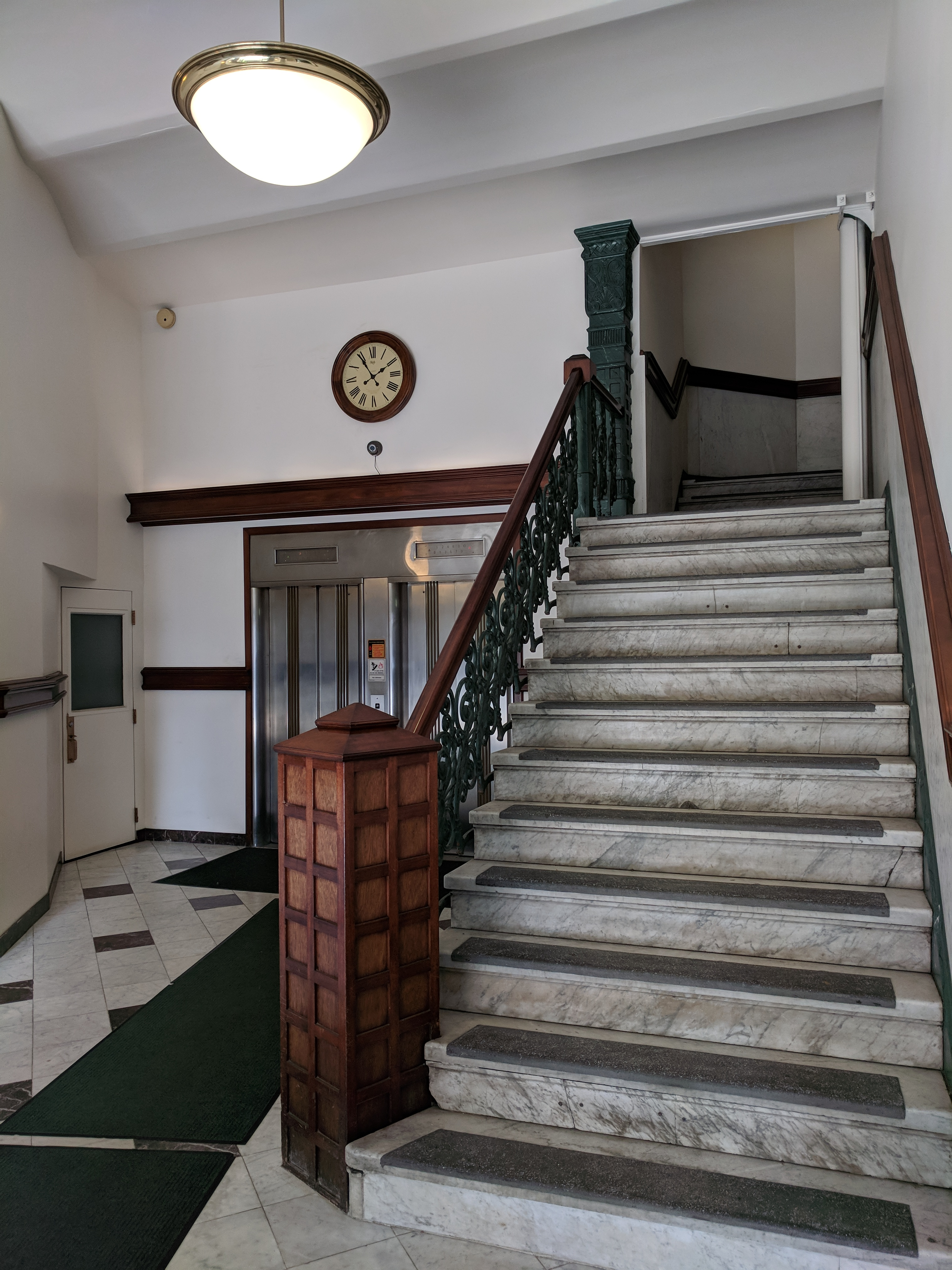
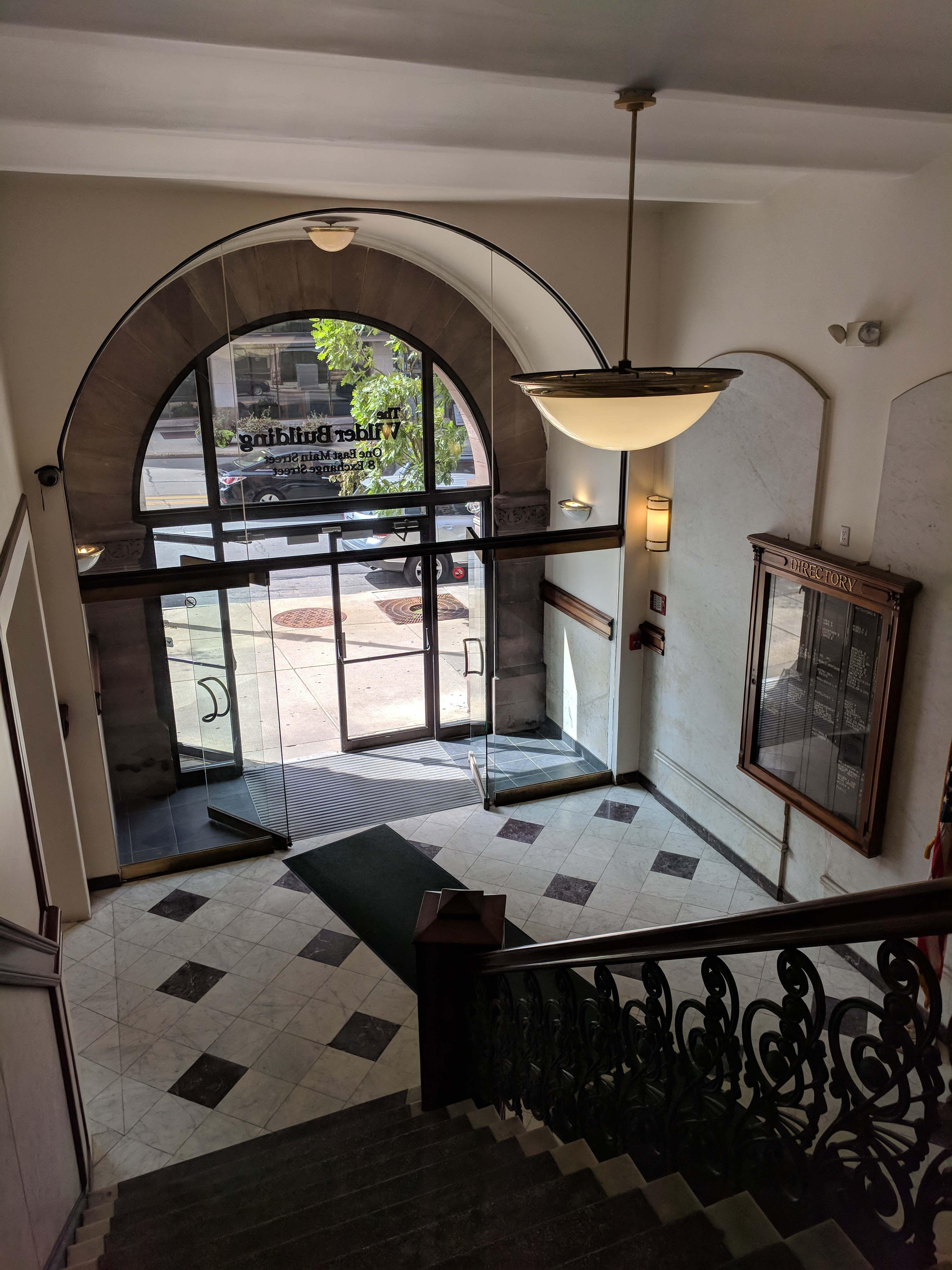
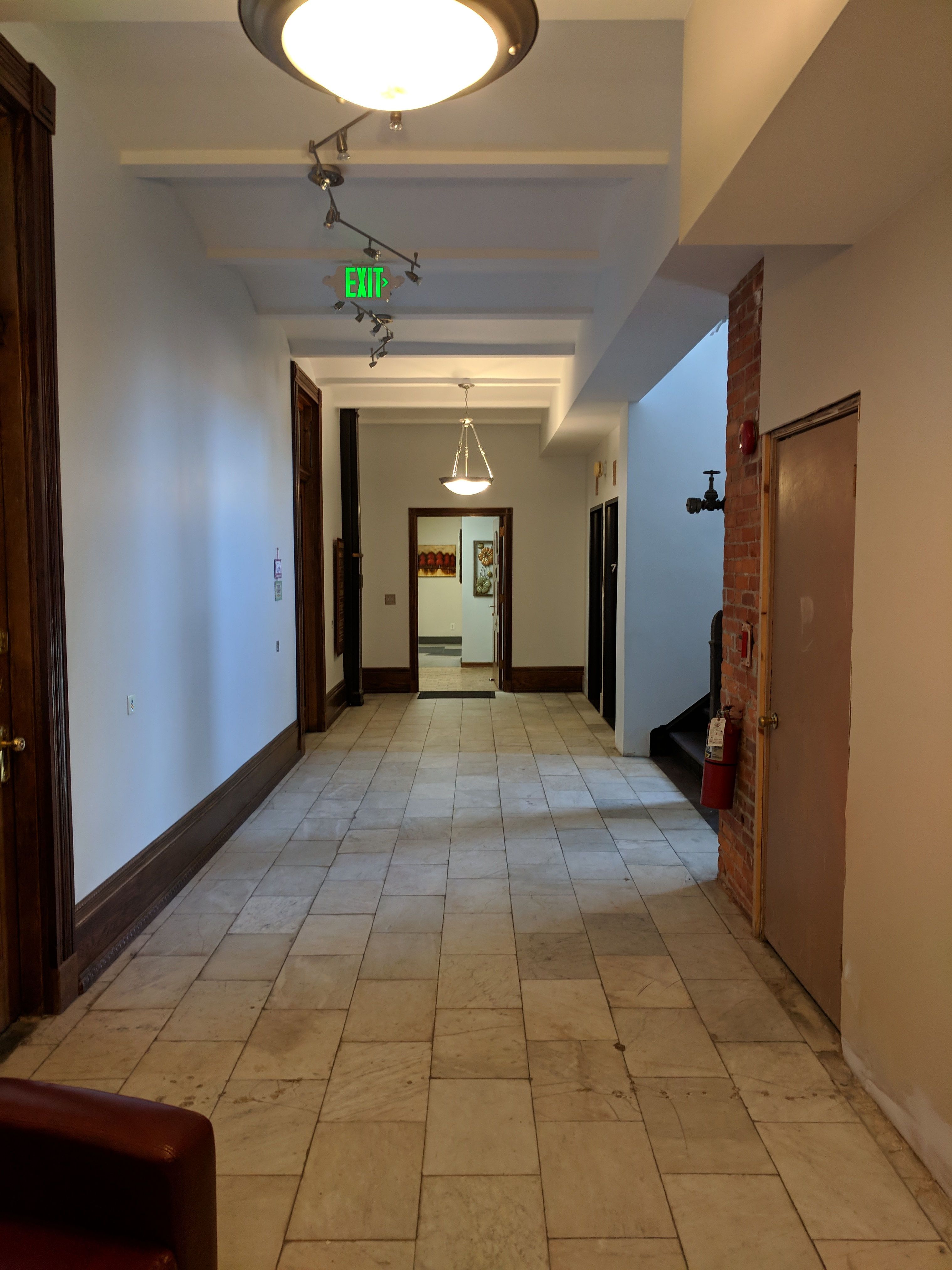
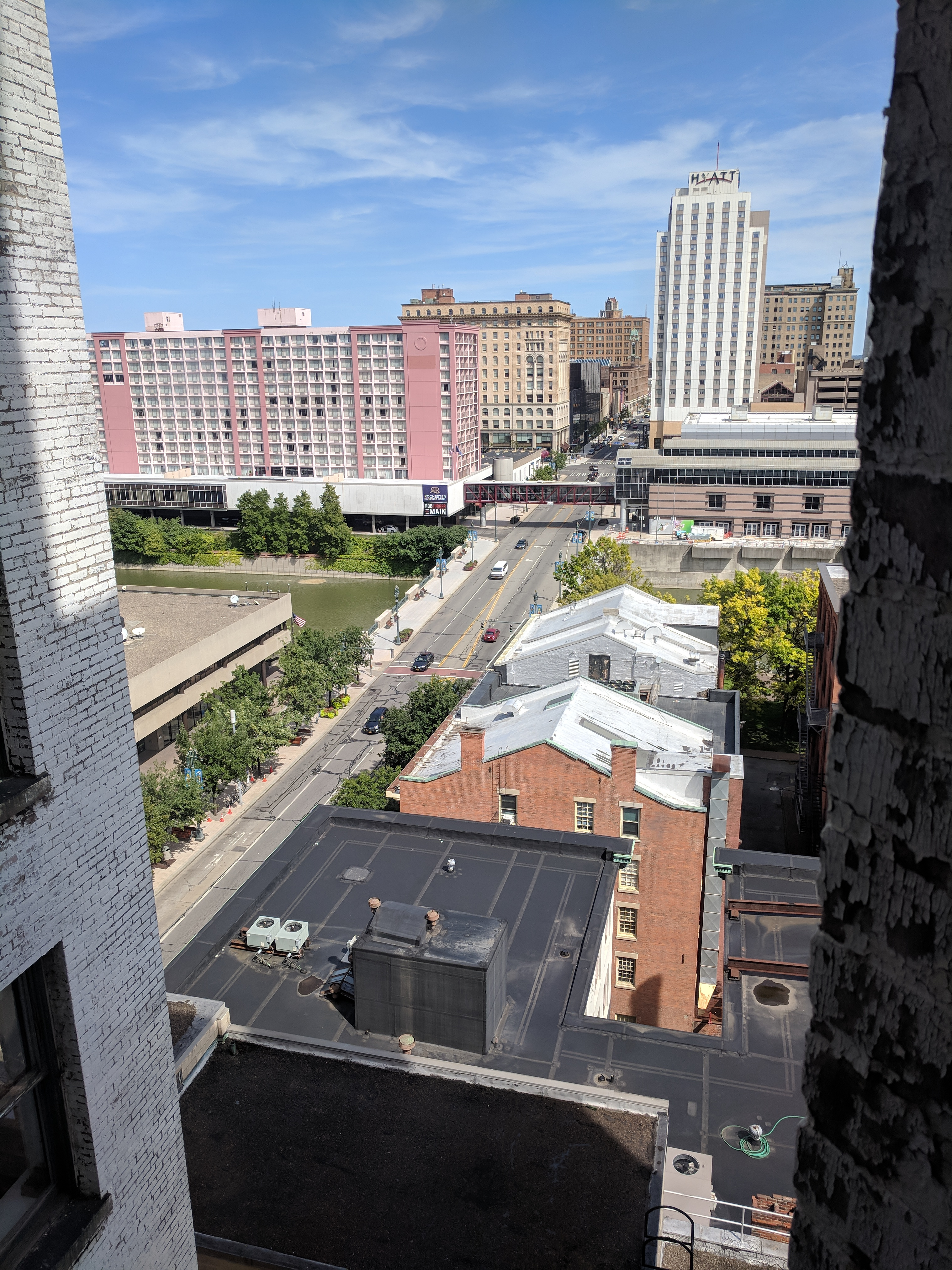